# Sundalema bonjol
Espèce
Sundalema bonjol est une espèce d'araignées aranéomorphes de la famille des Telemidae.

## Distribution
Cette espèce est endémique de Sumatra en Indonésie,. Elle se rencontre à Tinggi dans la grotte Gua Imam Bonjol.

## Description
La femelle holotype mesure 1,09 mm et le mâle paratype 1,03 mm.

## Étymologie
Son nom d'espèce lui a été donné en référence au lieu de sa découverte, la grotte Gua Imam Bonjol.

## Publication originale
- Zhao, Li & Zhang, 2020 : Taxonomic revision of Telemidae (Arachnida, Araneae) from East and Southeast Asia. ZooKeys, no 933, p. 15-93 (texte intégral).